# Дойранци (област Шумен)
 Тази статия е за селото в Област Шумен.  За другото българско село с това име вижте Дойранци (Област Кърджали).  
Дойранци е село в Североизточна България. То се намира в община Каолиново, област Шумен.

## География
Съседните села са Тодор Икономово и Вълнари. В селото се намира едно от най-големите находища на каолин в България.

## История
Първото село се е намирало западно от сегашното – по посока кв. Кус, гр. Каолиново – местността „Саръгьол“. Около 1780 г. е основано второто село, от което се откриват каменни основи от къщи. Около 1820 г. селото е било опожарено. Жителите му са избягали извън България и в някои български села в страната. Около 1830 г. е основано сегашното село от турци под името Дойранлар. До 1925 г. са се заселили семейства от Варненско, Силистренско, Шуменско, а по-късно и от Пловдивско, Хасковско, Пернишко и Югославия.
- около 1900 г. – построена е „Горната джамия“;
- 1926 – 1928 г. – открито е начално училище в частна къща;
- 1928 г. – основано е народно читалище „Цар Борис III“, а през 1944 г. е преименувано на „Георги Димитров“;
- 1928 г. – построен е резервоарът за вода „Вододела“ с дялан камък;
- 1915 – 1925 г. – построен е теснолинеен жп път Каспичан – Тодор Икономово. Отсечката се е пътувала за около 5 часа. Била е предназначена за пътници и товари. Работи до 1926 г.;
- 1934 – 1935 г. – Гарабед Астадуров изгражда мелница, която е много модерна за времето си. Тя мели с камъни и се задвижва с мотор;
- 1934 – 1936 г. – построена е единствената в района маслобойна от Тодор Рахлев. През 1947 г. е национализирана и разрушена;
- 1939 – 1942 г. – построено е училище, което по-късно става прогимназия. До 1956 г. в него учат деца от с. Вълнари и с. Ружица, които са били на пансион;
- 1950 г. – основано е ТКЗС с. Дойранци;
- 1955 – 1956 г. – построена е фурна за производство на хляб;
- 1953 – 1956 г. – построена е търговска сграда с магазин за хранителни стоки, текстил и пивница;
- 1959 г. – селото се електрифицира с безвъзмездни дарения на жителите;
- 1962 г. – открита е детска градина;
- 1968 – 1969 г. – построена е селската баня, в чиято сграда през 2006 г. се мести кметството;
- 1968 – 1969 г. – започва работа закритият рудник, които достига до дълбочина 80 – 120 м;
- 1972 – 1974 г. – започва разкриването на открития рудник;
- 1979 – 1980 г. – построена е автоспирката, запазена и до днес;
- 1984 – 1985 г. – построен е музей, който през 1992 г. е ограбен, а сградата е запазена и до днес, но е в много лошо състояние;
- 2003 г. – открити са новите сгради на пощата, здравната служба и кметството;
- 2006 г. – започва разкриването на нов рудник в местността „Ормантарла“;
- 2008 г. – закрито е началното училище „Св. св. Кирил и Методий“ заради липса на ученици.

## Население
Численост на населението според преброяванията през годините:
| \| Година на преброяване \| Численост \| \| --------------------- \| --------- \| \| 1934 \| 1361 \| \| 1946 \| 1184 \| \| 1956 \| 1054 \| \| 1965 \| 988 \| \| 1975 \| 891 \| \| 1985 \| 721 \| \| 1992 \| 632 \| \| 2001 \| 549 \| \| 2011 \| 489 \| \| 2021 \| 383 \| |           |
| Година на преброяване | Численост |
| 1934 | 1361      |
| 1946 | 1184      |
| 1956 | 1054      |
| 1965 | 988       |
| 1975 | 891       |
| 1985 | 721       |
| 1992 | 632       |
| 2001 | 549       |
| 2011 | 489       |
| 2021 | 383       |

### Етнически състав

#### Преброяване на населението през 2011 г.
Численост и дял на етническите групи според преброяването на населението през 2011 г.:
|                     | Численост | Дял (в %) |
| Общо                | 489       | 100.00    |
| Българи             | 63        | 12.88     |
| Турци               | 290       | 59.30     |
| Цигани              | –         | –         |
| Други               | ?         | ?         |
| Не се самоопределят | ?         | ?         |
| Неотговорили        | 135       | 27.60     |

## Религии
В селото се изповядват две религии – християнството и ислямът, като мнозинството от населението изповядва ислям (сунити). В селото има два мюсюлмански религиозни храма.